# Kabupaten de Luwu oriental
Le kabupaten de Luwu oriental, en indonésien Kabupaten Luwu Timur, est un kabupaten de la province indonésienne de Sulawesi du Sud dans l'île de Célèbes. Son chef-lieu est Malili.